# Miellin
Miellin is een plaats en voormalige gemeente in het Franse departement Haute-Saône in de regio Bourgogne-Franche-Comté en telt 77 inwoners (2011).
De plaats maakt deel uit van het arrondissement Lure en sinds de gemeente op 1 januari 2017 fuseerde met Servance van de commune nouvelle Servance-Miellin.

## Geografie
De oppervlakte van Miellin bedraagt 13,7 km², de bevolkingsdichtheid is dus 5,6 inwoners per km².
De onderstaande kaart toont de ligging van Miellin met de belangrijkste infrastructuur en aangrenzende gemeenten.

## Demografie
Onderstaande figuur toont het verloop van het inwonertal (bron: INSEE-tellingen).